# Slate
Slate — американское интернет-издание, освещающее текущие события, новости политики и культуры. Основано в 1996 году бывшим редактором The New Republic Майклом Кинсли. Первоначально ресурс принадлежал Microsoft и был частью MSN. 21 декабря 2004 года издание было куплено The Washington Post Company, которая позже была переименована в Graham Holdings Company. С 4 июня 2008 Slate перешло в управление компании The Slate Group, которая была основана Graham Holdings Company. Главный офис Slate находится в Нью-Йорке, также имеется представительство в Вашингтоне.